# Hipparchia hermione hermione
Hipparchia hermione hermione é uma subespécie de insetos lepidópteros, mais especificamente de borboletas pertencente à família Nymphalidae.
A autoridade científica da subespécie é Linnaeus, tendo sido descrita no ano de 1764.
Trata-se de uma subespécie presente no território português.